# 內藤家長
內藤家長（1546年—1600年9月8日），日本戰國時代至安土桃山時代的武將。德川氏家臣。父親是內藤清長。

## 生平
在天文15年（1546年）出生。三河內藤氏在此時已經是松平氏的譜代家臣。與父親清長同様武勇優秀，射箭名手，被稱為無雙之弓手（無双の弓手）。而且與清長同様是一向宗門徒，不過在三河一向一揆爆發時，與清長訣別，沒有加入一揆軍，而是跟隨德川家康鎮壓一揆眾等，因為忠節而受到家康信賴。
之後亦參加德川家主要合戰，立下許多武功。因為這些功績，在家康移封關東地方時，被賜予上總國佐貫2萬石所領。慶長5年（1600年），與鳥居元忠、松平家忠等人一同守備伏見城，成功引誘石田三成等西軍舉兵，不過與元忠、家忠等人一同在關原之戰的前哨戰伏見城之戰中戰死。享年55歲。家督由長男政長繼承，因為家長戰死而受讚賞並加增1萬石。

## 外部連結
- 武家家伝＿内藤氏 （页面存档备份，存于）